# Juan Elías Medina
Juan Elías Medina (ur. 16 listopada 1902 w Castro del Río, zm. 25 września 1936 tamże) – hiszpański duchowny, ofiara hiszpańskiej wojny domowej, błogosławiony Kościoła katolickiego.
Urodził się w 1902 roku Castro del Río koło Kordoby. 1 lipca 1926 roku przyjął sakrament święceń kapłańskich. Potem został mianowany proboszczem w rodzinnym mieście. Po wybuchu wojny domowej w Hiszpanii 22 lipca 1936 roku został aresztowany. Rankiem 25 września 1936 razem z 14 innymi towarzyszami został zamordowany przy bramie cmentarza w Castro del Río. Przed śmiercią wybaczył swoim prześladowcom i zawołał „Viva Cristo Rey!” (hiszp. „Niech żyje Chrystus Król!”).
23 listopada 2020 papież Franciszek podpisał dekret o jego męczeństwie, co otworzyło drogę do beatyfikacji jego i 126 innych męczenników okresu wojny domowej w Hiszpanii, która odbyła się 16 października 2021 w katedrze w Kordobie.
Jego wspomnienie liturgiczne zostało wyznaczone na dzień 25 września.